# Бронхоспазм
Бронхоспа́зм (англ. bronchospasm) — порушення вентиляційної і дренажної функції бронхів, внаслідок скорочення їх гладкої мускулатури, гіперсекреції бронхіального слизу. Може виникнути у разі бронхіальної астми як симптом, прояв гострої алергії, як ускладнення внаслідок вживання деяких лікарських препаратів, в разі ураження органів дихання токсичними речовинами, в разі запалення дихальних шляхів. У МКХ-10 бронхоспазм включили до класифікаційного утворення J20 «Гострий бронхіт».
Бронхоспазм може бути частковим (парціальним) і повним (тотальним). Під час парціального бронхоспазму зберігаються ділянки легеневої тканини, що функціюють нормально. Ознаками його є утруднене дихання з подовженим видихом, напруження м'язів шиї, грудної клітки і живота, синюшність шкіри, хрипи в легенях, які чути на відстані.
Під час тотального бронхоспазму дихання майже немає.
| симптом | Це незавершена стаття про симптом хвороби. Ви можете допомогти проєкту, виправивши або дописавши її. |